# Maria Molyneux, Countess of Sefton
Maria Margaret Molyneux, Countess of Sefton (geborene Craven, * 26. April 1769; † 1. Januar 1851) war eine britische Aristokratin.

## Biographie
Maria Margaret Craven war die Tochter von William Craven, 6. Baron Craven, und Lady Elizabeth Berkley, Tochter des Augustus Berkeley, 4. Earl of Berkeley. Ihre Mutter war Autorin von Reiseberichten sowie von Theaterstücken und – wie ihr Mann – bekannt für ihre zahlreichen Affären. Die Eltern trennten sich, als Maria Craven elf Jahre alt war, und die Mutter zog nach Frankreich. Nach dem Tod des Barons im September 1791 heiratete Lady Elizabeth Karl Alexander von Brandenburg-Ansbach-Bayreuth, mit dem sie wahrscheinlich schon zuvor jahrelang eine Liebesbeziehung pflegte. Es gibt keine Indizien dafür, dass Maria Craven nach der Trennung ihrer Eltern Kontakt zu ihrer Mutter hatte.
Am 1. Januar 1792 heiratete Maria Craven William Molyneux, Viscount Molyneux, der 1795 seinem Vater als 2. Earl of Sefton folgte. Ihr Mann war in der Londoner Gesellschaft aufgrund seiner schneidigen Fahrweise als Lord Dashalong (to dash along = vorbeiflitzen) bekannt. Er gehörte zu den Gründern des exklusiven Four Horse Club, in dem sich die besten Fahrer von Viererkutschen zusammengeschlossen hatten. Von 1800 bis 1805 war er Master of the Quorn, er war Mitglied im White’s Club sowie von 1816 bis 1831 Abgeordneter im House of Commons und ab 1831 Mitglied des House of Lords. Das Ehepaar hatte sechs Töchter und vier Söhne:
- Lady Georgina Isabella Frances Molyneux († 1826), ⚭ 1819 Charles Pascoe Grenfell († 1867), MP, Gutsherr von Taplow Court in Buckinghamshire;
- Lady Maria Molyneux († 1872);
- Lady Louisa Anne Maria Molyneux († 1855);
- Lady Frances Molyneux;
- Lady Caroline Harriett Molyneux († 1866) ⚭ 1836 Charles Towneley (1803–1876), Gutsherr von Towneley in Lancashire;
- Lady Katherine Molyneux († 1855);
- Charles William Molyneux, 3. Earl of Sefton (1796–1855);
- Hon. George Berkeley Molyneux (1799–1841), Lieutenant-Colonel der British Army;
- Hon. Henry Richard Molyneux (1800–1841), Lieutenant-Colonel der British Army;
- Hon. Francis George Molyneux (1805–1886) ⚭ 1842 Lady Georgina Jemima Mitford (1805–1882), Ex-Gattin des Henry Reveley Mitford, Tochter des George Ashburnham, 3. Earl of Ashburnham.

Durch die vielfältigen gesellschaftlichen Verbindungen ihres Manns war auch Lady Sefton eine der tonangebenden Damen der High Society. Sie war eine der gefürchteten Patronessen des Almack’s, eines exklusiven Gesellschaftsklubs, den die Mutter ihres Mannes, Lady Isabella Molyneux, 1765 mitbegründet hatte.